# Leucania calidior
Leucania calidior là một loài bướm đêm trong họ Noctuidae.